# Wallstraße 31 a (Düsseldorf)

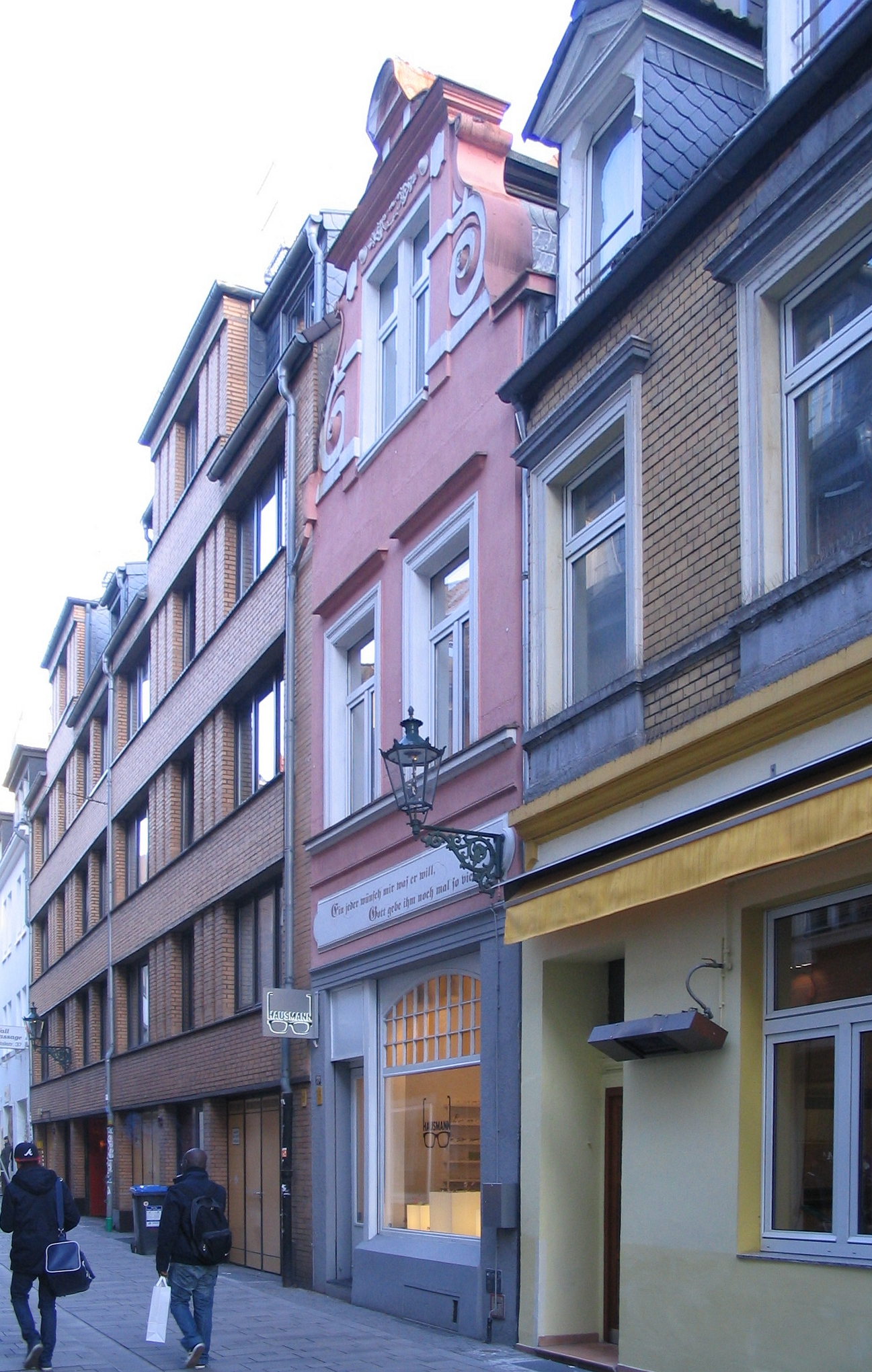
Wallstraße 31 a (2012)

Das Gebäude Wallstraße 31 a in Düsseldorf wurde Ende des 18. Jahrhunderts erbaut. Im 19. Jahrhundert wurden Schaufenster eingebaut. Bemerkenswert ist insbesondere das Alter des Baus: „Es handelt sich wohl um das älteste erhaltene Haus an der Wallstraße“. Das dem Barock zugeschriebene Gebäude wurde am 8. März 1995 unter Denkmalschutz gestellt.
Der Barock-Bau zeigt architektonische Details wie gegliederte Faschen, Gebälke und Volutengiebel mit Aufsatz:

„[…] Oberhalb des Erdgeschosses befindet sich ein Inschriftenfeld. Die beiden Fenster des Obergeschosses setzen über einem Fensterbankgesims an. Sie haben gegliederte Faschen und werden durch Gebälke betont. Das Haus hat einen Volutengiebel mit Aufsatz. Ein zweigeteiltes Fenster belichtet den Giebel.“

Das Inschriftenfeld neben der am Haus befestigten alten Gaslaterne beinhaltet heute den Hausspruch: „Ein jeder wünsch mir was er will, Gott gebe ihm noch mal so viel.“

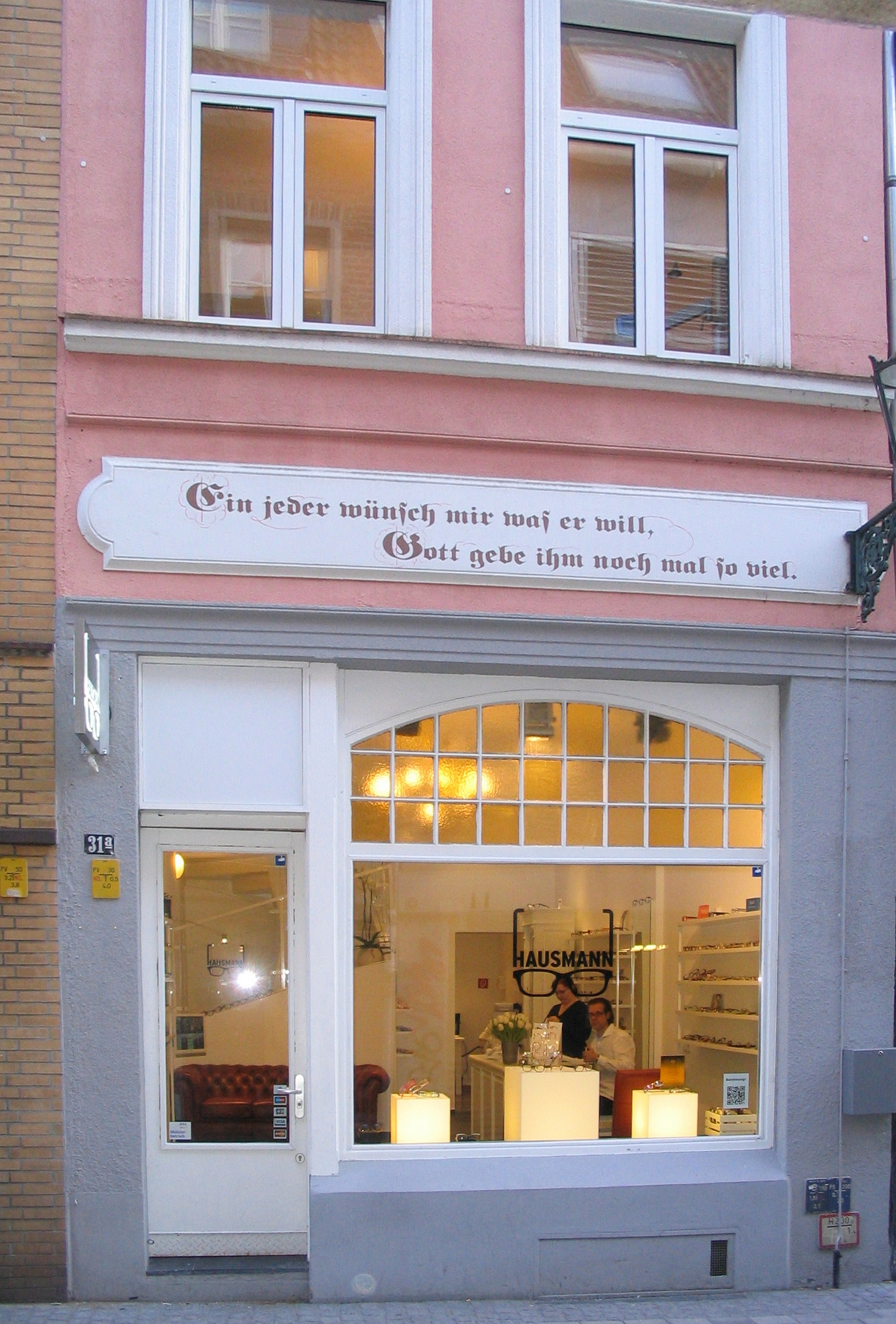
Erdgeschoss
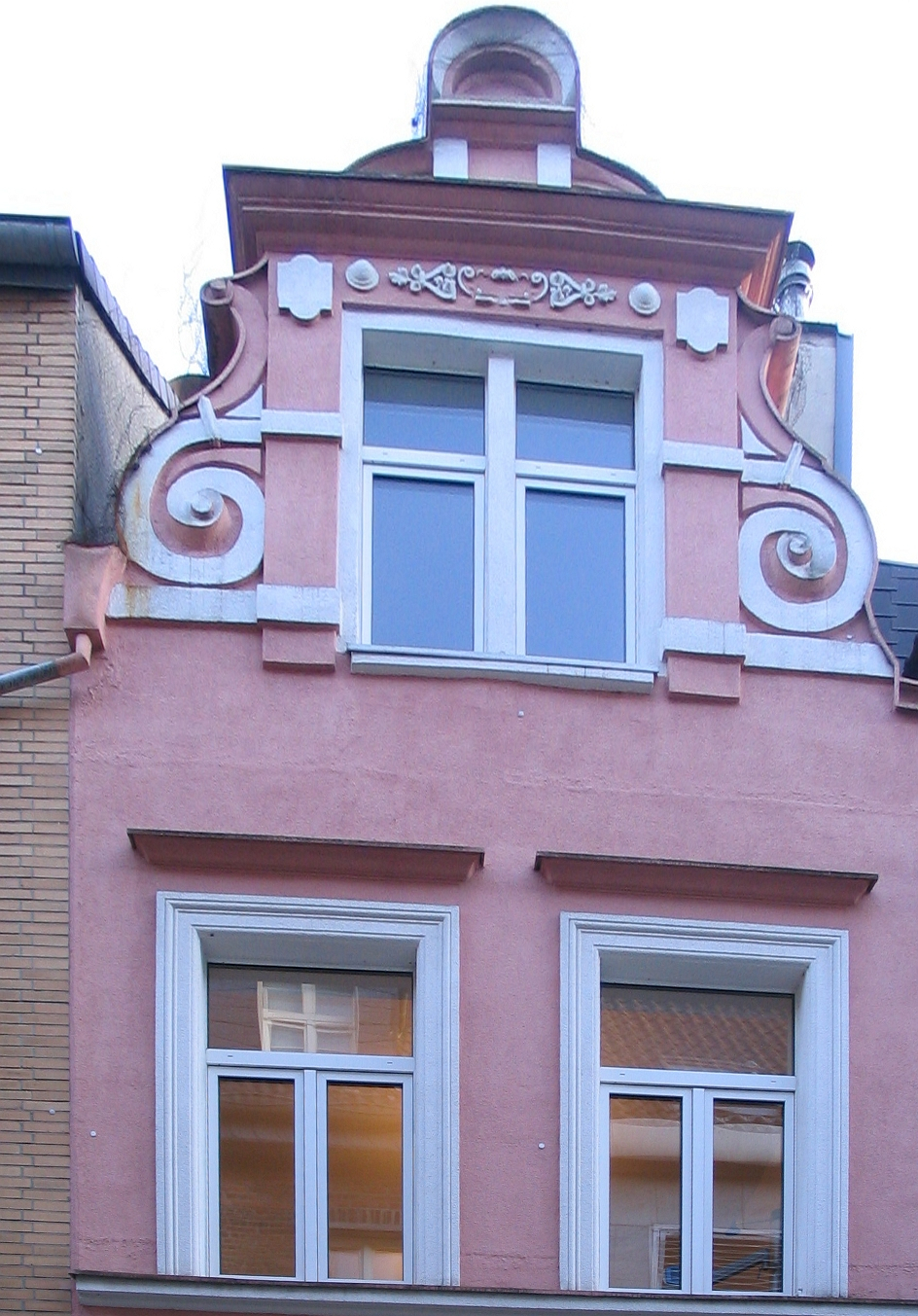
Giebel